# زبان اردو
زبان اُردو (اردو: اُردُو یا لشکری) یک زبان هندوآریایی است که بیشتر در جنوب آسیا گفتگو می‌شود. اردو زبان ملی، میانجی و رسمی پاکستان است. اردو در هند یک زبان برنامه هشتم است که وضعیت، کارکرد و میراث فرهنگی آن توسط قانون اساسی هند به رسمیت شناخته شده‌است. این زبان دارای وضعیت رسمی در چندین ایالت هند نیز هست.
اردو به عنوان گونه معیار فارسی‌شده زبان هندوستانی توصیف شده‌است. اردو و هندی دارای پایه واژگان مشترک هندوآریایی و همانندی‌های واجی و نحوی بسیار هستند که این باعث می‌شود که آن‌ها در گفتار محاوره‌ای برای یکدیگر قابل درک باشند. اردوی رسمی واژگان ادبی و فنی و برخی ساختارهای دستوری ساده را از فارسی می‌گیرد، در حالی که هندی رسمی این‌ها را از سانسکریت می‌گیرد. زبان اردو بیش از نیمی از واژگان (به‌طور مستقیم یا غیرمستقیم) و بخش عمده دستور زبان و الفبا و شعر خود را از زبان پارسی گرفته‌است. امروزه زبان‌های فارسی و اردو از جمله نزدیک‌ترین زبان‌های جهان به یکدیگر به‌شمار می‌روند. زبان اردو چون در محیط زبان فارسی بالیده و رشد کرده‌است، به شدت تحت تأثیر این زبان قرار گرفته‌است. این تأثیر به ویژه در ادبیات اردو تا آن حد است که شعر اردو را پرتویی از شعر فارسی شمرده‌اند. ادبیات اردو در زیر بال شعر فارسی پرورش یافته، از این مادرخوانده نظم و نثر، سبک و مضمون، بحر و وزن و قافیه و شکل را به ارث برده و مخصوصاً الفاظش به‌طور کامل از فارسی نشات گرفته‌است.
اردو در سده هجدهم به زبان ادبی تبدیل شد و دو گونه معیار مشابه از آن در دهلی و لکهنو پدید آمد. از سال ۱۹۴۷ گونه معیار سوم آن نیز در کراچی پدید آمده‌است. دکنی، گونه کهن‌تری که در گذشته در جنوب استفاده می‌شد، هم‌اکنون منسوخ شده‌است.
در سال ۱۸۳۷ هنگامی که کمپانی هند شرقی (انگلیس ها)اردو را به جای فارسی، زبان دربار امپراتوری‌های اسلامی هند انتخاب کرد، این زبان به عنوان زبان اداری کمپانی در سراسر شمال هند انتخاب شد. عوامل مذهبی، اجتماعی و سیاسی که در دوره استعمار به وجود آمدند منجر به تمایز میان اردو و هندی و ستیز اردو و هندی شدند.
طبق برآورد ناسیونال انسکلوپدین در سال ۲۰۱۰، اردو بیست و یکمین زبان نخست پرگویشور در جهان بود که ۶۶ میلیون نفر آن را به عنوان زبان مادری خود صحبت می‌کردند. طبق تخمین‌های اتنولوگ در سال ۲۰۱۸، اردو یازدهمین زبان پرگویشور جهان با ۱۷۰ میلیون گویشور کل، شامل کسانی که به آن به عنوان زبان دوم صحبت می‌کنند، بود.

## پیشینه
اردو همانند هندی گونه‌ای از هندوستانی است. برخی از زبان‌شناسان گفتند که نخستین شکل‌های زبان اردو از گونه قرون وسطیایی اپبرمشه زبان شورسینی، یک زبان هندوآریایی میانه که نیای دیگر زبان‌های نوین هندوآریایی است، تکامل یافته‌است.
محمود غزنوی لاهور را در 1027 کنترل کرد. گویش پنجابی قرون وسطایی لاهوری شروع به اقتباس از کلمات فارسی از دوران حکومت او کرد و زبان جدیدی را تشکیل داد که در آن زمان به نام لشکری زبان یا لشکری به اختصار شناخته می شد. تقریباً 177 سال بعد، ارتش غزنوی به دهلی حمله کرد.
در منطقه دهلی هندوستان زبان مورد استفاده کهریبولی بود که کهن‌ترین گونه آن به هندی باستان معروف است. این زبان به گروه هندی غربی زبان‌های هندوآریایی مرکزی تعلق داشت. ارتباط فرهنگ هندوان و مسلمان در دوره حکومت مسلمانان در هند منجر به توسعه هندوستانی به عنوان فرآورده یک تهذیب ترکیبی گنگ-جامونی شد. در شهرهایی مانند دهلی، هندی باستان شروع به گرفتن وام‌واژه از فارسی کرد و همچنان «هندی» و سپس نیز «هندوستانی» خوانده شد.در جنوب هند (به ویژه در گلکنده و بیجاپور)، گونه‌ای از این زبان در قرون وسطی شکوفا شد که به نام دکنی معروف است و از تلوگو و مراتی وام‌واژه پذیرفته‌است.یک سنت ادبی آغازین هندوی توسط امیر خسرو در اواخر سده سیزدهم پایه‌گذاری شد.از سده سیزدهم تا اواخر سده هجدهم به زبانی که اکنون اردو شناخته می‌شود هندی، هندوی، هندوستانی، دهلوی، لاهوری ، و لشکری گفته می‌شد. در پایان سلطنت اورنگ‌زیب در اوایل سده ۱۸، زبان مشترک دهلی شروع به نامیده شدن به عنوان زبان اردو کرد که از واژه ترکی اردو (ارتش) آمده بود و به معنی "زبان اردوگاه" یا به خود اردو " لشکری زبان "، بود. در آغاز سلطان‌نشین دهلی، فارسی را به عنوان زبان رسمی خود در هند برگزید و این سیاست را امپراتوری گورکانی نیز ادامه داد که از سده ۱۶ تا ۱۸ در بیشتر مناطق شمالی جنوب آسیا حکومت و نفوذ فارسی را در هندوستان تقویت می‌کرد.نام اردو نخستین بار در حدود سال ۱۷۸۰ میلادی توسط غلام همدانی مصحفی، شاعر اردوزبان، معرفی شد. اردو به عنوان یک زبان ادبی، در محیط‌های ممتاز و نخبه شکل گرفت.در حالی که اردو دستور زبان و واژگان اصلی هندوآریایی گویش محلی کهریبولی را حفظ کرده بود، سامانه نوشتاری نستعلیق را،که به عنوان سبک خوشنویسی فارسی توسعه یافته بود، برای نوشتن برگزید.
اردو، که بیشتر توسط حاکمان انگلیسی هند به عنوان هندوستانی خوانده می‌شد، با سیاست‌های انگلیس برای سد نفوذ فارسی، در هند استعماری ترویج شد.در هند استعماری، "مسلمانان و هندوها در استان‌های متحد در قرن نوزدهم به یک زبان یکسان، یعنی هندوستانی، گفتگو می‌کردند؛ خواه آن را هندوستانی می‌نامیدند، خواه هندی، اردو، یا یکی از گویش‌های محلی آن مانند برج یا اودهی. " نخبگان جوامع مذهبی مسلمان و هندو در دادگاه‌ها و ادارات دولتی این زبان را به خط فارسی-عربی می‌نوشتند؛ گرچه هندوها همچنان از خط دیواناگری در برخی موارد ادبی و مذهبی استفاده می‌کردند ولی همواره مسلمانان از خط فارسی-عربی استفاده می‌کردند.اردو در سال ۱۸۳۷ به همراه انگلیسی جایگزین فارسی به عنوان زبان رسمی هند شد.در مدارس اسلامی هند استعماری، مسلمانان فارسی و عربی را به عنوان زبان تمدن هندی‌اسلامی آموزش می‌دیدند. انگلیسی‌ها برای ترویج سواد در میان مسلمانان هند و جذب آن‌ها در مدارس دولتی، شروع به آموزش اردو با خط فارسی-عربی در این موسسات آموزشی کردند و از این پس، اردو توسط مسلمانان هند به عنوان نماد هویت دینی آن‌ها دیده شد.هندوها در شمال غربی هند، تحت عنوان آریا سماج، بر ضد استفاده تنها از خط فارسی-عربی دست به شورش زدند و گفتند که این زبان باید به خط دیواناگری نوشته شود، که این نوشتن به دیواناگری باعث واکنش انجمن اسلامی لاهور شد. هندی نوشته‌شده به دیواناگری و اردوی به خط فارسی-عربی پایه‌گذار یک شکاف فرقه‌ای به صورت «اردو» برای مسلمانان و «هندی» برای هندوها شد، شکافی که با چندپارگی هند استعماری به عنوان زبان کشور هند و زبان کشور پاکستان پس از استقلال رسمیت یافت (گرچه هنوز هم شاعران هندویی هستند که به نوشتن به اردو ادامه می‌دهند، از جمله گوپی چند نارنگ و گلزار).
اردو در سال ۱۹۴۷ به عنوان زبان رسمی پاکستان انتخاب شد چرا که پیشتر زبان میانجی مسلمانان در شمال و شمال غربی هند بریتانیا بود؛ گرچه به عنوان زبان ادبی نویسندگان هند استعماری از جمله بمبئی، بنگال، اودیسا و تامیل نادو نیز به کار می‌رفت. در سال ۱۹۷۳، اردو به عنوان تنها زبان ملی پاکستان شناخته شد - اگرچه به زبانهای انگلیسی و منطقه‌ای نیز رسمیت رسمی داده شد. پس از حمله شوروی به افغانستان در سال ۱۹۷۹ و ورود میلیون‌ها پناهجوی افغانستانی به پاکستان، بسیاری از آن‌ها، از جمله کسانی که به افغانستان بازگشتند، به هندی-اردو تسلط دارند. این اتفاق با قرارگیری افغانستانی‌ها در برابر رسانه‌های هند و فیلم‌ها و آهنگ‌های عمدتاً هندی-اردوی بالیوود بیش از پیش تقویت شد.
تلاش‌هایی برای پاکسازی اردو از واژگان پراکریت و سانسکریت و هندی از واژه‌های فارسی صورت گرفته‌است؛ واژگان جدید برای اردو عمدتاً از فارسی و عربی و برای هندی از سانسکریت گزیده می‌شوند.انگلیسی به عنوان زبان رسمی، تأثیر زیادی روی هر دو اعمال کرده‌است.جنبشی به سوی فارسی‌سازی بیش از حد اردو از زمان استقلال آن در پاکستان در سال ۱۹۴۷ پدیدار شد که به اندازه سانسکریت‌سازی بیش از حد هندی «مصنوعی» است.فارسی‌سازی بیش از حد اردو تا حدی به دلیل افزایش سانسکریت‌سازی هندی انجام شد.با این حال، سبکی از اردو که به‌طور روزمره در پاکستان گفتگو می‌شود، شبیه هندوستانی خنثی است که به عنوان زبان میانجی در شمال شبه‌قاره هند عمل می‌کند.

## پراکندگی جغرافیایی
بیش از ۱۰۰ میلیون گویشور بومی اردو در هند و پاکستان با هم وجود دارد: طبق سرشماری سال ۲۰۱۱، ۵۰٫۸ میلیون اردوزبان در هند (۴٫۳۴٪ از کل جمعیت) وجود داشت و در برآوردی در سال ۲۰۰۶ تقریباً ۱۶ میلیون اردوزبان در پاکستان یافت می‌شد. در انگلستان، عربستان سعودی، ایالات متحده و بنگلادش نیز چند صد هزار گویشور اردو وجود دارند.با این حال، هندوستانی، که اردو یکی از گونه‌های آن است، بسیار گسترده‌تر صحبت می‌شود و سومین زبان رایج در جهان پس از ماندارین و انگلیسی است.نحو (دستور زبان)، صرف و واژگان اصلی اردو و هندی اساساً یکسان هستند - بنابراین زبان شناسان معمولاً آن‌ها را به عنوان یک زبان واحد می‌شمارند، در حالی که برخی ادعا می‌کنند که آن‌ها به دلایل سیاسی اجتماعی باید به عنوان دو زبان متفاوت در نظر گرفته شوند.
اردو به دلیل تعامل با زبان‌های دیگر، در هر کجا که صحبت شود بومی‌سازی شده‌است؛ از جمله در پاکستان. اردو در پاکستان دستخوش تغییراتی شده‌است و واژه‌های زیادی را از زبان‌های منطقه‌ای وام گرفته‌است، بنابراین این به اردوزبانان در پاکستان این امکان را می‌دهد که خودشان را راحت‌تر بشناسند و به آن زبان طعم و مزه پاکستانی می‌بخشد. به همین ترتیب، گویش‌هایی اردویی را که در هند صحبت می‌شود، همانند اردوی معیار لکهنو و دهلی و همچنین دکنی جنوب هند (دکن)، نیز می‌توان به راحتی شناخت.اگر یک گویشور اردو و هندی از استفاده از واژگان ادبی خودداری کنند، به دلیل شباهت این دو، به راحتی می‌توانند سخن یکدیگر را درک کنند.

### پاکستان

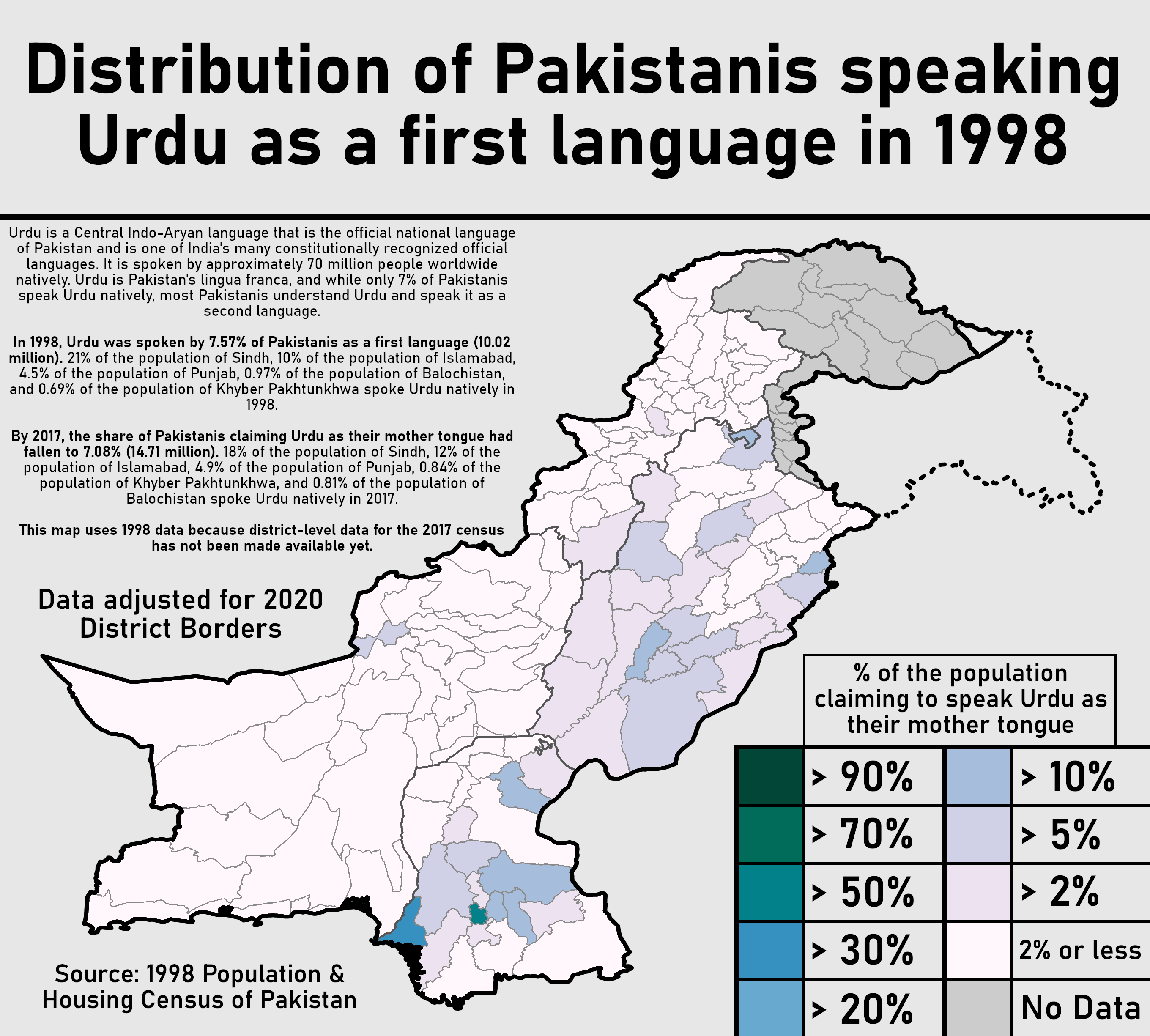
پراکندگی گویشوران اردو در پاکستان در سرشماری ۱۹۹۸

گرچه بیشتر جمعیت پاکستان به اردو تسلط دارند، تنها ۷ درصد از آن‌ها از آن به عنوان زبان مادری خود را در سرشماری ۱۹۹۲ یاد کردند.بیشتر حدود سه میلیون پناهجوی افغانستانی با خاستگاه‌های مختلف قومی (مانند پشتون، تاجیک، ازبک، هزاره و ترکمن) که بیش از بیست و پنج سال در پاکستان اقامت داشتند، نیز به زبان اردو تسلط دارند.مهاجران از سال ۱۹۴۷ بیشینه جمعیت را در شهر کراچی تشکیل داده‌اند.روزنامه‌های زیادی به زبان اردو در پاکستان منتشر می‌شوند، از جمله روزنامه‌های دیلی جنگ ، نوای وقت و ملت.
هیچ منطقه‌ای در پاکستان از اردو به عنوان زبان مادری خود استفاده نمی‌کند، اگرچه این زبان به عنوان زبان نخست مهاجران مسلمان (معروف به مهاجران) در پاکستان که پس از استقلال در سال ۱۹۴۷ هند را ترک کردند، صحبت می‌شود.اردو در سال ۱۹۴۷ به عنوان نمادی از وحدت برای دولت جدید پاکستان انتخاب شد، زیرا پیشتر به عنوان زبان میانجی در میان مسلمانان در شمال و شمال غربی هند انگلیس عمل کرده بود. این زبان در تمام استان‌ها / سرزمین‌های پاکستان نوشته و گفتگو می‌شود و مورد استفاده قرار می‌گیرد، هرچند مردم مناطق مختلف ممکن است زبان‌های بومی مختلفی داشته باشند.
اردو به عنوان یک درس اجباری تا دبیرستان در هر دو سامانه دبیرستان‌های انگلیسی و اردو تدریس می‌شود، که میلیون‌ها اردوزبانان زبان دوم را در میان افرادی که زبان مادری آن‌ها از دیگر زبان‌های پاکستان است، تولید کرده‌است- که این به نوبه خود منجر به به جذب واژگان از زبان‌های مختلف منطقه‌ای پاکستانی و همچنین جذب واژگان اردو به زبان‌های منطقه‌ای شده‌است. با وجود اینکه مردمان بسیاری به اردو سخن می‌گویند، این زبان عطر و طعم خاصی از پاکستان پیدا کرده‌است که باعث تمایز بیشتر آن از زبان اردویی که توسط گویشوران بومی آن صحبت می‌شود، و در نتیجه گوناگونی بیشتری در زبان، شده‌است.

### هند
در هند، اردو در مناطقی که اقلیت‌های بزرگی از مسلمان وجود دارند یا شهرهایی که در گذشته پایگاه امپراتوری‌های مسلمان بوده‌اند، گفتگو می‌شود. این شامل بخش‌هایی از اوتار پرادش، مادها پرادش، بیهار، تلانگانا، آندرا پرادش، ماهاراشترا، کارناتاکا و شهرستان‌هایی مانند لکهنو، دهلی، مالیرکوتله، بریلی، میروت، سهاران‌پور، مظفرنگر، رورکی، دیوبند، مرادآباد، اعظم‌گره، بیجنور، نجیب‌آباد، رامپور، علیگر، الله‌آباد، گوراخوپور، آگره، کانپور، بدایون، بوپال، حیدرآباد، اورنگ‌آباد، بنگلور، کلکته، میسور، پتنه، گلبرگه، پاربانی، ناندید، کوچی، ماله‌گاون، بیدر، آجمبر و احمدآباد می‌شود. برخی از مدارس هند زبان اردو را به عنوان زبان نخست آموزش می‌دهند و برنامه‌های درسی و امتحانات را به این زبان دارند. در صنعت بالیوود هند معمولاً از زبان اردو - به ویژه در آهنگ‌ها - استفاده می‌کند.
هند دارای بیش از ۳٬۰۰۰ نشریه اردو از جمله ۴۰۵ روزنامه روزانه اردو است.روزنامه‌هایی مانند نشاط نیوز اردو، صحرای اردو، دیلی سالار، هندوستان اکسپرس، دیلی پاسبان، سیاست دیلی، منصف دیلی و انقلاب در بنگلور، ملگاون، میسور، حیدرآباد و بمبئی به اردو منتشر و توزیع می‌شوند.

### دیگر جای‌ها

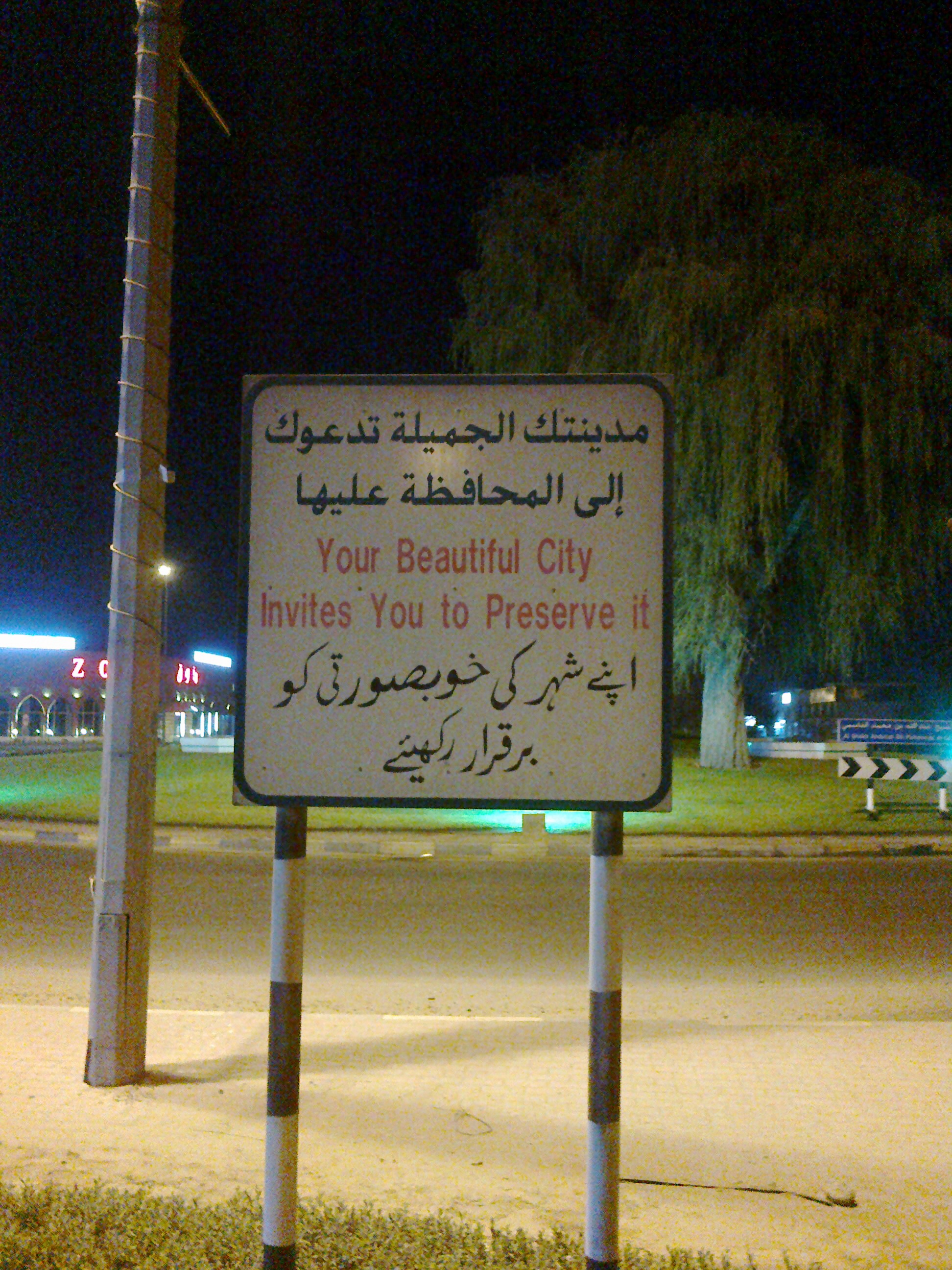
یک تابلوی راهنمای سه‌زبانه به عربی، انگلیسی و اردو در امارات متحده عربی.

در بیرون از جنوب آسیا، اردو توسط بسیاری از کارگران مهاجر جنوب آسیایی در مراکز عمده شهری کشورهای حاشیه خلیج فارس صحبت می‌شود. این زبان همچنین توسط تعداد زیادی از مهاجران و فرزندان آن‌ها در مراکز مهم شهری انگلستان، ایالات متحده، کانادا، آلمان، نروژ و استرالیا گفتگو می‌شود. اردو در کنار عربی، دو زبان پرگویشور مهاجران در کاتالونیا هستند.

## رسمیت
از اردو یک گونه کمتر رسمی خود به عنوان ریخته، به معنی «مخلوط خشن» یاد شده‌است. گونه رسمی‌تر اردو گاهی به صورت زبان اردوی معلی با اشاره به ارتش شاهنشاهی یا لشکری زبان یا به سادگی فقط لشکری یاد می‌شود. ریشه‌شناسی واژه‌ای که در اردو استفاده می‌شود، در بیشتر موارد تعیین می‌کند که چقدر گفتار فرد مودبانه یا پالایه‌شده‌است. برای نمونه، اردو زبانان بین پانی و آب تمایز قائل می‌شوند که هر دو به معنای «آب» است؛ اولی در محاوره استفاده می‌شود و ریشه در سانسکریت دارد، اما دومی به‌طور رسمی و شاعرانه استفاده می‌شود و اصالتاً فارسی است.
استفاده از واژگان فارسی یا عربی نشان‌دهنده سطح سخنرانی رسمی‌تر و بالاتر است. به همین ترتیب، اگر از ساختارهای دستور زبان فارسی یا عربی، مانند اضافات، در اردو استفاده شود، سطح گفتار رسمی‌تر و بالاتر را نشان می‌دهد. اگر واژه‌ای از سانسکریت استفاده شود، سطح گفتار محاوره‌ای و شخصی در نظر گرفته می‌شود.

### پاکستان
اردو تنها زبان ملی و یکی از دو زبان رسمی پاکستان (همراه با انگلیسی) است.این زبان در سراسر کشور گفتگو می‌شود و قابل فهم است، در حالی که زبان‌های هر ایالت (زبان‌هایی که در مناطق مختلف صحبت می‌شوند) زبان‌های استانی نامیده می‌شوند. تنها ۷٫۵۷٪ پاکستانی‌ها اردو را به عنوان زبان نخست خود صحبت می‌کنند.وضعیت رسمی اردو به این معنی است که این زبان به عنوان زبان دوم یا سوم به‌طور گسترده در سراسر پاکستان درک و صحبت می‌شود. از اردو به گستردگی در آموزش، ادبیات، اداره کشور و تجارت استفاده می‌شود، اگرچه در عمل، انگلیسی به جای اردو در رده‌های بالاتر دولتی استفاده می‌شود. ماده (۱) ۲۵۱ قانون اساسی پاکستان دستور می‌دهد که اردو به عنوان تنها زبان دولت به کار گرفته شود، اگرچه انگلیسی همچنان پرکاربردترین زبان در سطوح بالاتر دولت پاکستان است.

### هند

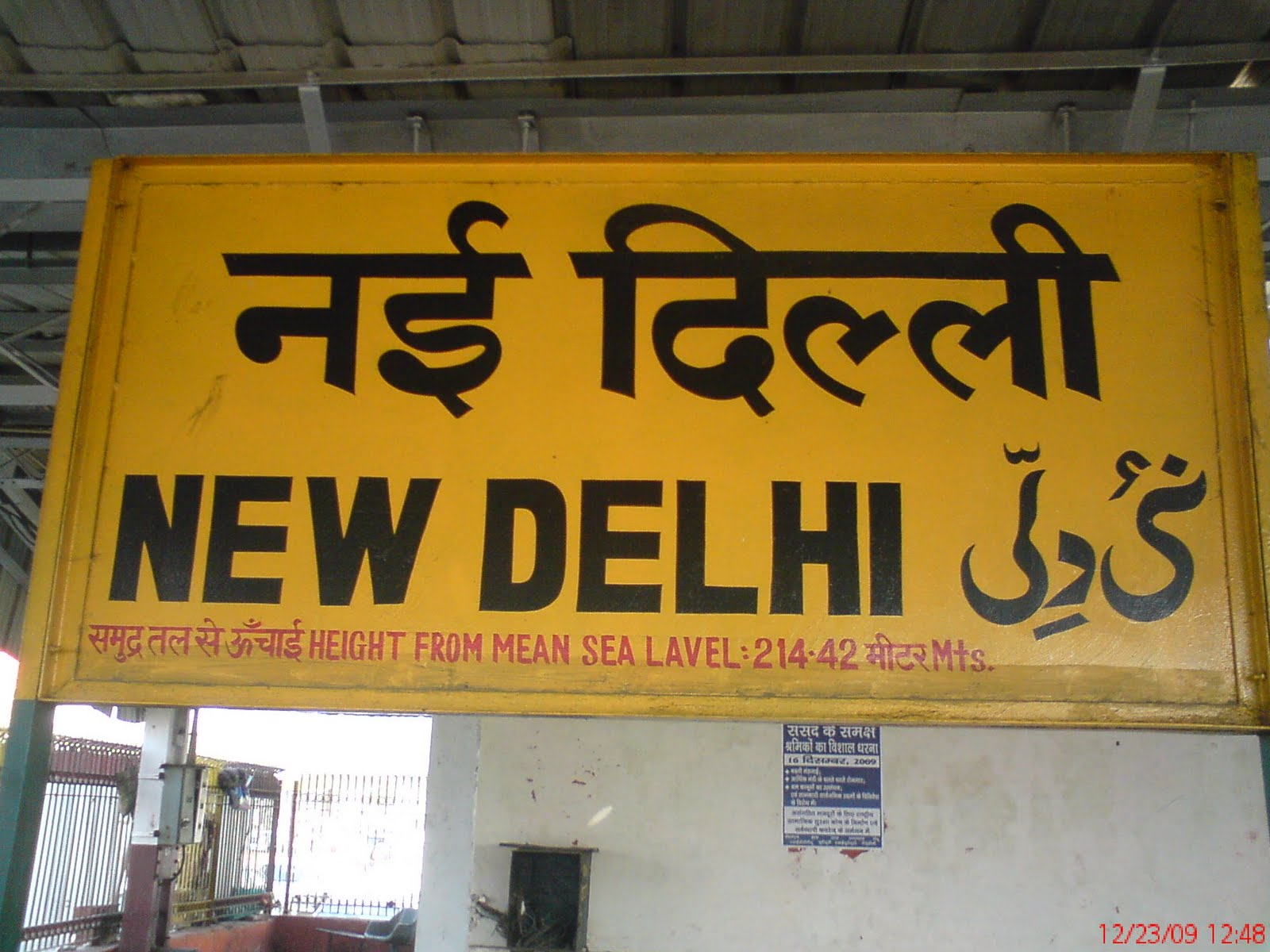
تابلوی چندزبانه ایستگاه راه‌آهن دهلی نو. متون اردو و هندی هر دو به یک صورت خوانده می‌شوند.

اردو یکی از زبان‌های به رسمیت شناخته‌شده هند و یکی از پنج زبان رسمی جامو و کشمیر، یکی از دو زبان رسمی تلانگانا و همچنین "زبان رسمی اضافی" در ایالت‌های اوتار پرادش، بیهار، جارکند، بنگال غربی و پایتخت ملی، دهلی نو، است.در ایالت جامو و کشمیر پیشین، در بخش ۱۴۵ قانون اساسی چنین آمده‌است: "زبان رسمی دولت باید اردو باشد اما اگر قانونگذار مقرر کند باید از انگلیسی نیز باید برای تمام اهداف رسمی ایالت استفاده شود. "
هند یک دفتر دولتی را برای ارتقا زبان اردو در سال ۱۹۶۹ تأسیس کرد، اگرچه اداره مرکزی هندی در اوایل سال ۱۹۶۰ تأسیس شد و ترویج هندی با بودجه بهتر و به صورت پیشرفته‌تری انجام می‌شود در حالی که با ارتقا هندی وضعیت اردو تضعیف شده‌است. سازمان‌های خصوصی هندی مانند انجمن ترقی اردو، شورای دینی تعلیمی و اردو مشافیز دسته، استفاده از اردو را ترویج و آن را حفظ می‌کنند؛ انجمن با موفقیت یک کارزار را آغاز کرد که اردو را به عنوان زبان رسمی بیهار در دهه ۱۹۷۰ معرفی شود.

## واج‌شناسی

### همخوان‌ها
|                  |             | لبی   | دندانی | لثوی | برگشته | کامی   | نرم‌کامی | زبانکی | چاکنایی |
| ---------------- | ----------- | ----- | ------ | ---- | ------ | ------ | ------- | ------ | ------- |
| خیشومی           | خیشومی      | m م   |        | n ن  |        |        | ŋ ن٘     |        |         |
| انسدادی/ انسایشی | بی‌واک       | p پ   | t ت    |      | ʈ ٹ    | tʃ چ   | k ک     | (q) ق  |         |
| انسدادی/ انسایشی | بی‌واک حلقی  | pʰ په | tʰ ته  |      | ʈʰ ٹه  | tʃʰ چه | kʰ که   |        |         |
| انسدادی/ انسایشی | واک‌دار      | b ب   | d د    |      | ɖ ڈ    | dʒ ج   | ɡ گ     |        |         |
| انسدادی/ انسایشی | واک‌دار حلقی | bʰ به | dʰ ده  |      | ɖʰ ڈه  | dʒʰ جه | gʰ گه   |        |         |
| زنشی/لرزشی       | صاف         |       |        | r ر  | ɽ ڑ    |        |         |        |         |
| زنشی/لرزشی       | واک‌دار حلقی |       |        |      | ɽʱ ڑه  |        |         |        |         |
| سایشی            | بی‌واک       | f ف   |        | s س  |        | ʃ ش    | x خ     | x خ    | ɦ ه     |
| سایشی            | واک‌دار      | ʋ و   |        | z ز  |        | (ʒ) ژ  | (ɣ) غ   | (ɣ) غ  |         |
| ناسوده           | ناسوده      | ʋ و   |        | l ل  |        | j ی    |         |        |         |

### واکه‌ها
|            |        | پیشین | پیشین | مرکزی | مرکزی                                  | پسین | پسین |
| کوتاه      | بلند   | کوتاه | بلند  | کوتاه | بلند                                   |      |      |
| ---------- | ------ | ----- | ----- | ----- | -------------------------------------- | ---- | ---- |
| بسته       |        | ɪ     | i:    |       |                                        | ʊ    | u:   |
| بسته       | خیشومی | ɪ̃     | ĩ:    |       |                                        | ʊ̃    | ũ:   |
| بسته-میانه |        |       | e:    | ə     |                                        |      | o:   |
| بسته-میانه | خیشومی |       | ẽ:    | ə̃     |                                        |      | õ:   |
| باز-میانه  |        | ɛ     | ɛ:    |       |                                        |      | ɔ:   |
| باز-میانه  | خیشومی |       | ɛ̃:    |       |                                        |      | ɔ̃:   |
| باز        |        |       | (æ:)  |       | Error: {{آوا}}: برچسب زبان ناشناخته: ä |      |      |
| باز        | خیشومی |       | (æ̃:)  |       | ã:                                     |      |      |

## واژگان
سید احمد دهلوی، یک فرهنگ‌نویس از قرن ۱۹ که فرهنگ آصفیه اردو را نوشته‌است، برآورد کرده‌است که ۷۵ درصد از واژگان و در حدود ۹۹٪ از فعل‌های اردو ریشه در سانسکریت و پراکریت دارند. حدود ۲۵٪ تا ۳۰٪از واژگان اردو از فارسی و به میزان کمتری عربی از طریق فارسی، وام گرفته شده‌اند. افروز تاج، زبان‌شناس دانشگاه کارولینای شمالی در چپل هیل، در آماری نسبت وام‌واژگان فارسی به واژگان بومی سانسکریت در اردوی ادبی ۱ به ۳ برآورد کرده‌است. طبق برآوردی دیگر ۶۰٪ از واژگان زبان اردو از فارسی گرفته شده‌است.

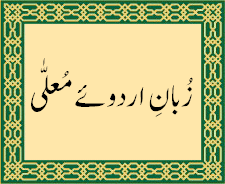
عبارت زبان اردوی معلی که به خط نستعلیق نوشته شده‌است.

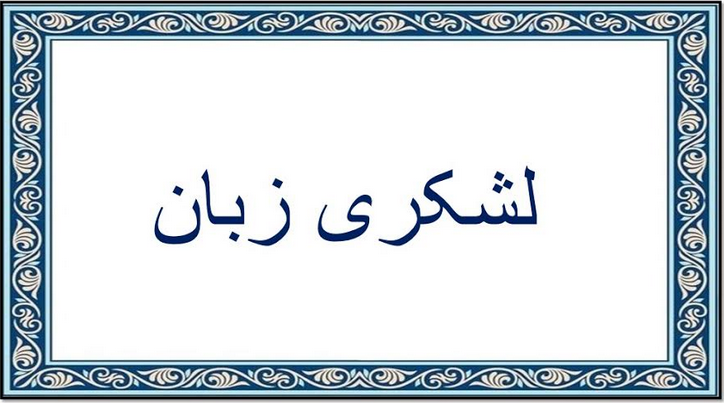
عنوان زبان لشکری به خط نسخ کامپیوتری

«گرایش به فارسی‌سازی» اردو از قرن هجدهم توسط مکتب شاعران اردو در دهلی آغاز شد، گرچه نویسندگان دیگری مانند معراجی به گونه سانسکریت‌شده این زبان می‌نوشتند.از سال ۱۹۴۷ در پاکستان حرکت به سمت فارسی‌سازی بیش از حد اردو صورت گرفته‌است که توسط بسیاری از نویسندگان این کشور پذیرفته شده‌است.به همین ترتیب، برخی از متون اردو می‌توانند از ۷۰٪ واژه وام فارسی-عربی تشکیل شوند. برخی از اردوزبانان پاکستانی به دلیل قرار گرفتن در معرض رسانه‌های هندی، واژگان هندی را در گفتار خود گنجانده‌اند.در هند، اردو به اندازه پاکستان از هندی جدا نشده‌است.
بیشتر وام‌واژگان اردو اسم و صفت هستند.بسیاری از واژگان عربی اردو از طریق فارسی وارد آن شده‌اند،و گاه تلفظ، کاربرد و معنای آن‌ها متفاوت از عربی است. در اردو همچنین وام‌واژگان کمی از پرتغالی یافت می‌شوند. چند نمونه از این واژگان عبارتند از: از چابی ("chave": کلید)،  گرجا  ("igreja": کلیسا)، کمرہ ("cámara": اتاق)، قمیض ("camisa": پیراهن)، میز ("mesa": میز).
اگر چه نام اردو از واژه ترکی اردو (ارتش) یا اردا آمده که از آن واژه انگلیسی horde (گروه ترکان و مغولان) نیز مشتق شده‌است،اردو دارای وام‌واژگان بسیار کمی از ترکی استو از نظر ژنتیکی نیز به زبان‌های ترکی ارتباطی ندارد. بیشتر واژگان اردو که از جغتایی و عربی ریشه گرفته‌اند، در اصل از راه فارسی آمده‌اند و از این رو نسخه فارسی‌شده واژگان اصلی هستند. به عنوان مثال، تاء مربوطه (ة) عربی در اردو همانند فارسی به ـه (ه) یا ت (ت) تغییر پیدا می‌کند. اندک وام‌واژگان ترکی موجود در اردو از زبان جغتایی، یک زبان ترکی از آسیای میانه، آمده‌اند. اردو و ترکی هر دو از عربی و فارسی وام بسیار گرفته‌اند، از این رو بسیاری از واژه‌های آن دو در تلفظ شباهت دارند.
در برخی متون تا ۷۰ درصد واژگان زبان اردو، فارسی است. سید احمد دهلوی میزان آن را حدود ۳۰ درصد می‌داند. همیرا شهباز استادیار یکی از دانشگاه‌های پاکستان اعتقاد دارد ۶۰ درصد کلمات زبان اردو فارسی است. زمانی بیش از هشتاد یا نود درصد کلمات تشکیل دهنده زبان اردو واژگان فارسی یا عربی بوده‌است. ورود واژگان و عبارات انگلیسی و زبان‌های بومی به زبان اردو این نسبت‌ها را برهم زده و در فرهنگ لغت اردوی «فیروزاللغات» واژه‌ها و ترکیب‌های فارسی بیش از بیست‌وپنج درصد نیست. بررسی زبان اردو نشان می‌دهد که تأثیر زبان فارسی بر اردو اگرچه برای گسترش دامنهٔ ادبیات در این زبان بوده ولی این اثرپذیری دایرهٔ گسترده‌ای داشته و شامل اسامی، افعال، حروف، محاورات، تشبیهات، استعاره‌ها، ترکیب‌ها و ضرب‌المثل‌ها می‌شود. مشترکات فارسی و اردو بسیار زیاد است و زبان فارسی نه تنها بر اردو بلکه بر دیگر زبان‌های پاکستان نیز اثرات عمیق بر جای گذاشته‌است. نخستین زبانی که در شبه قاره و پاکستان از فارسی بسیار متأثر گردید، زبان پنجابی بود. زبان پنجابی بدون واسطه با زبان فارسی ارتباط برقرار کرد و از آمیزش آنها چنان خمیرمایه‌ای آماده کرد که چون به دهلی رسید زبان اردو به وجود آمد. طبق تخمین دیگر ۶۰ درصد واژگان زبان اردو از فارسی گرفته شده‌است.
اردو ایرانی-اسلامی‌شده زبان هندوستانی است. اردو گویشی از این زبان است که در پاکستان به کار می‌رود، با خط فارسی نوشته می‌شود و مملو از واژگان تخصصی و ادبی فارسی و واژگان عربی (راه یافته از طریق زبان فارسی) است. اما هندی گویشی است که در هندوستان به کار می‌رود و با خط دیواناگری نوشته می‌شود و در انتخاب واژگان تخصصی و ادبی بر زبان سانسکریت تکیه می‌کند. زبان واحد هندوستانی از لحاظ مجموع گویشوران چهارمین زبان جهان است. اردو زبان مادری کمتر از هشت درصد مردم پاکستان است، اما نزدیک به نود درصد مردم این کشور اردو را بلدند و می‌توانند به این زبان صحبت کنند. لازم است ذکر شود که برخی از مردم افغانستان هم به این زبان صحبت می‌کنند.

## هویت فرهنگی

### هند استعماری
جو مذهبی و اجتماعی در اوایل قرن نوزدهم هند انگلیس نقش به سزایی در توسعه گونه اردو داشت. هندی در پی آن به گونه متمایزی تبدیل شد که توسط افرادی که در پی ایجاد هویت هندو در برابر استعمار بودند، صحبت می‌شد.همانند هندی که برای ایجاد هویت متمایز هندو از هندوستانی جدا شد، اردو نیز برای ایجاد هویت اسلامی برای جمعیت مسلمان هند بریتانیا به کار گرفته شد.استفاده از اردو فقط به شمال هند محدود نمی‌شد و این زبان به عنوان زبان ادبی نویسندگان هندی در مناطق بمبئی، بنگال، اودیسا و تامیل نادو نیز مورد استفاده قرار می‌گرفت.
از آنجا که اردو و هندی به ترتیب به نماد مذهبی و اجتماعی برای مسلمانان و هندوان تبدیل شدند، هر گونه خط ویژه خود را برگزید. طبق سنت اسلامی، عربی، زبان پیامبر و وحی قرآن، دارای اهمیت و قدرت معنوی است. از آنجا که اردو به عنوان وسیله‌ای برای وحدت مسلمانان در شمال هند و بعداً پاکستان در نظر گرفته شده بود، یک خط فارسی-عربی اصلاح‌شده را برای نوشتار برگزید.

### پاکستان
اردو همچنان که جمهوری اسلامی پاکستان با هدف ایجاد میهن برای مسلمانان جنوب آسیا تأسیس شد، به نقش خود در توسعه هویت مسلمان ادامه داد. با وجود داشتن چندین زبان و گویش متمایز در مناطق پاکستان، نیاز فوری به به‌کارگیری یک زبان واحد حس می‌شد. اردو در سال ۱۹۴۷ به عنوان نمادی از وحدت برای دولت جدید پاکستان انتخاب شد، زیرا پیشتر به عنوان زبان میانجی در میان مسلمانان در شمال و شمال غربی هند انگلیس کار می‌کرد. اردو همچنین به عنوان گنجینه میراث فرهنگی و اجتماعی پاکستان دیده می‌شود.
در حالی که اردو و اسلام با هم نقش مهمی در رشد هویت ملی پاکستان داشتند، اختلافات در دهه ۱۹۵۰ (به ویژه اختلافات در پاکستان شرقی، که بنگالی زبان غالب بود)، ایده اردو به عنوان یک نماد ملی و کاربردی بودن آن به عنوان زبان میانجی را به چالش کشید. هنگامی که در پاکستان شرقی سابق (بنگلادش کنونی) انگلیسی و بنگالی نیز به عنوان زبان رسمی پذیرفته شدند، از اختلافات موجود در مورد اردو کاسته شد.

## سامانه نوشتاری

الفبای نستعلیق اردو

اردو از راست به چپ به گونه‌ای اصلاح‌شده از الفبای فارسی نوشته می‌شود که خود گونهٔ اصلاح‌شده الفبای عربی است. اردو با سبک نستعلیق خوش‌نویسی فارسی ارتباط دارد، در حالی که عربی به‌طور کلی به سبک نسخ یا رقعه نوشته می‌شود. حروف‌چینی نستعلیق دشوار است، بنابراین تا اواخر دهه ۱۹۸۰ روزنامه‌های اردو به صورت دست‌نویس توسط استادان خوشنویسی، که به نام خوش‌نویس شناخته می‌شدند، نوشته می‌شد. یک روزنامه دست‌نویس اردو به نام د مسلمان هنوز هم هر روز در چنای منتشر می‌شود.

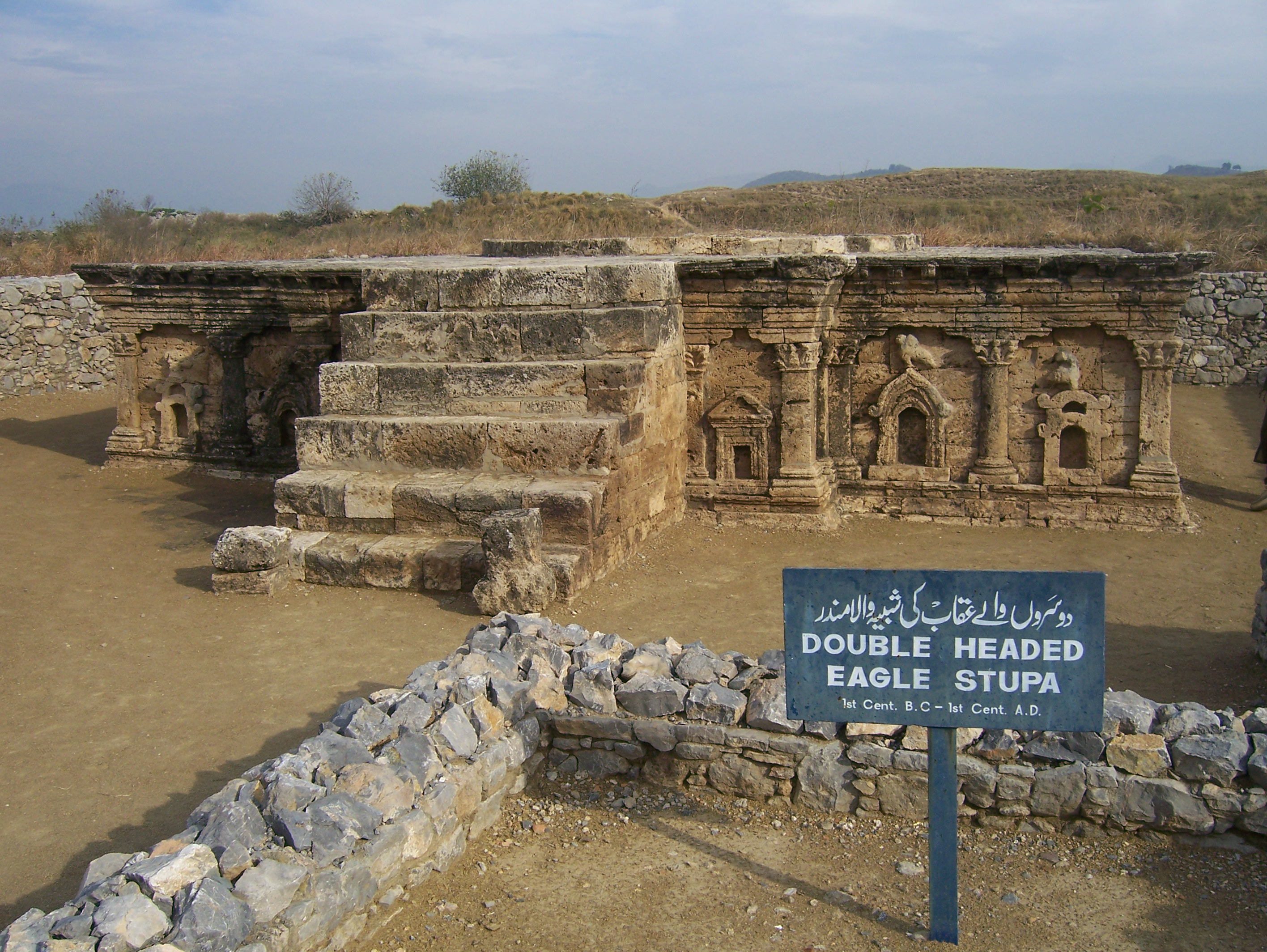
تابلوی دوزبانه انگلیسی-اردو در سایت باستان‌شناسی سیرکاپ، نزدیک تاکسیلا. متن اردو می‌گوید:استوپای عقاب دو سر

یک گونه کاملاً فارسی‌شده و فنی از زبان اردو زبان میانجی دادگاه‌های حقوقی دولت انگلیس در بنگال و استان‌های شمال غربی و اودیسا بود. تا اواخر قرن نوزدهم، کلیه روند دادرسی در این گونه اردو رسماً به خط فارسی نوشته می‌شد. در سال ۱۸۸۰، سر اشلی ادن، ستوان فرماندار بنگال در هند استعماری، استفاده از الفبای فارسی را در دادگاه‌های حقوقی بنگال لغو کرد و دستور داد که از کیتهی استفاده شود که خطی بود که اردو و هندی را با آن می‌نوشتند. در استان بیهار نیز زبان دادگاه اردو بود که با خط کیتهی نوشته می‌شد.ارتباط کیتهی با اردو و هندی در نهایت با رقابت سیاسی میان این زبان‌ها و خط‌های آن‌ها که اردو در پیوند با خط فارسی بود، از میان رفت.
اخیراً در هند، اردوزبانان از دیواناگری برای انتشار مجلات ادبی اردو استفاده می‌کنند و روش‌های جدیدی و متمایزی را برای علامت‌گذاری اردو در دیواناگری ابداع کرده‌اند. این ناشران به منظور بازنمایی ریشه‌شناسی فارسی-عربی واژه‌های اردو، ویژگی‌های جدید نگارشی را به دیواناگری وارد کرده‌اند. یک مثال استفاده از अ (دیواناگری الف) با علائم واکه‌ای برای نشان دادن ع است که برخلاف قوانین املانویسی هندی است. به استفاده از دیواناگری به ناشران اردو مخاطبان بیشتری می‌دهد، در حالی که تغییرات مربوط به املانویسی به آن‌ها کمک می‌کند تا هویت متمایز اردو را حفظ کنند.

## گویش‌ها
اردو دارای چند گویش به رسمیت شناخته شده، از جمله دکنی، داکایی، ریخته و اردوی بومی نوین (بر اساس گویش کهریبولی منطقه دهلی) است. دکنی در منطقه دکن در جنوب هند صحبت می‌شود. این گویش با داشتن واژگان مراتی و کونکانی و همچنین برخی از واژگان از عربی، فارسی و جغتایی که در گویش معیار اردو یافت نمی‌شود، متمایز است. دکنی به‌طور گسترده در تمام مناطق ماهاراشترا، تلانگانا، آندرا پرادش و کارناتاکا صحبت می‌شود. اردو در سایر مناطق هند نیز خوانده و نوشته می‌شود. شماری روزنامه‌های روزانه و چندین مجله ماهانه به زبان اردو نیز در این ایالت‌ها منتشر می‌شوند.
اردوی داکایی گویش بومی شهر باستانی داکا (دهاکه) در بنگلادش است که قدمت آن به دوران مغول بازمی‌گردد. با این حال، پس از جنبش زبان بنگالی در قرن بیستم، محبوبیت آن، حتی در میان گویشوران بومیش، به تدریج کاهش یافته‌است. این زبان توسط دولت بنگلادش به رسمیت شناخته نشده‌است. اردوی صحبت شده توسط پاکستانی‌های ساکن در بنگلادش با این گویش متفاوت است.

### کدگزینی
بسیاری از اردوزبانان دوزبانه یا چندزبانه هستند. برخی از آن‌ها که به دو زبان اردو و انگلیسی آشنایی دارند، گاه میان اردو و انگلیسی کدگزینی می‌کنند که به آن «اردیش» گفته می‌شود. دولت پاکستان در ۱۴ اوت ۲۰۱۵ جنبش علم را با یک برنامه درسی هماهنگ در اردیش راه‌اندازی کرد. احسن اقبال، وزیر فدرال پاکستان، گفت: «اکنون دولت در حال کار بر روی یک برنامه درسی جدید برای ارائه یک واسطه جدید به دانشجویان است که ترکیبی از دو زبان اردو و انگلیسی باشد و نام آن را اردیش بگذارد.»

## شعر اردو

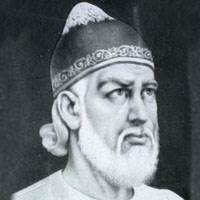
غلام همدانی مصحفی شاعری که گمان می‌رود نام «اردو» را ایجاد کرده‌است.

شعر اردو که به شدت از ادبیات فارسی تأثیر گرفته یکی از گونه‌های غنی ادبیات در پاکستان و شمال هند است. بخش عمده‌ای از بزرگان این زبان از شیعیان و مرثیه سرایان عاشورا بوده‌اند. در مقایسه با شعر فارسی، قدمت شعر اردو زیاد نیست. با اینکه شعر اردو همه داروندار اولیه‌اش از شعر فارسی مستعار بوده‌است، با گذرِ زمان فاصله‌های قابلِ ملاحظه‌ای بین شعر اردو و فارسی ایجاد شده‌است و امروز بسیاری از نکاتی که در شعرِ اردو موردِ قبول واقع شده‌اند، به صورت اعمال در شعرِ فارسی اشکال محسوب می‌شوند و برعکس. مانند غزل‌های فارسی سبک هندی، غزل اردو هم غزل بیت‌محور است و هر بیتش به تنهایی معنای جداگانه‌ای را به مخاطب ارائه می‌دهد و قابلیت این را دارد که به‌طور مجزا در هر کجا استفاده شود. هرچند شعر کلاسیک فارسی هم همین‌طور بوده‌است. اما امروز در ایران بیشتر غزل‌ها منسجم بوده و انسجام عمودی دارند. حتی غزل‌هایی که موضوعاتِ مختلفی در آن‌ها گنجانیده شده‌اند و در نگاه اول غزل بیت‌محور به نظر می‌آیند، یک انسجام کلی موضوعی در خود دارند.

## مقایسه با هندی

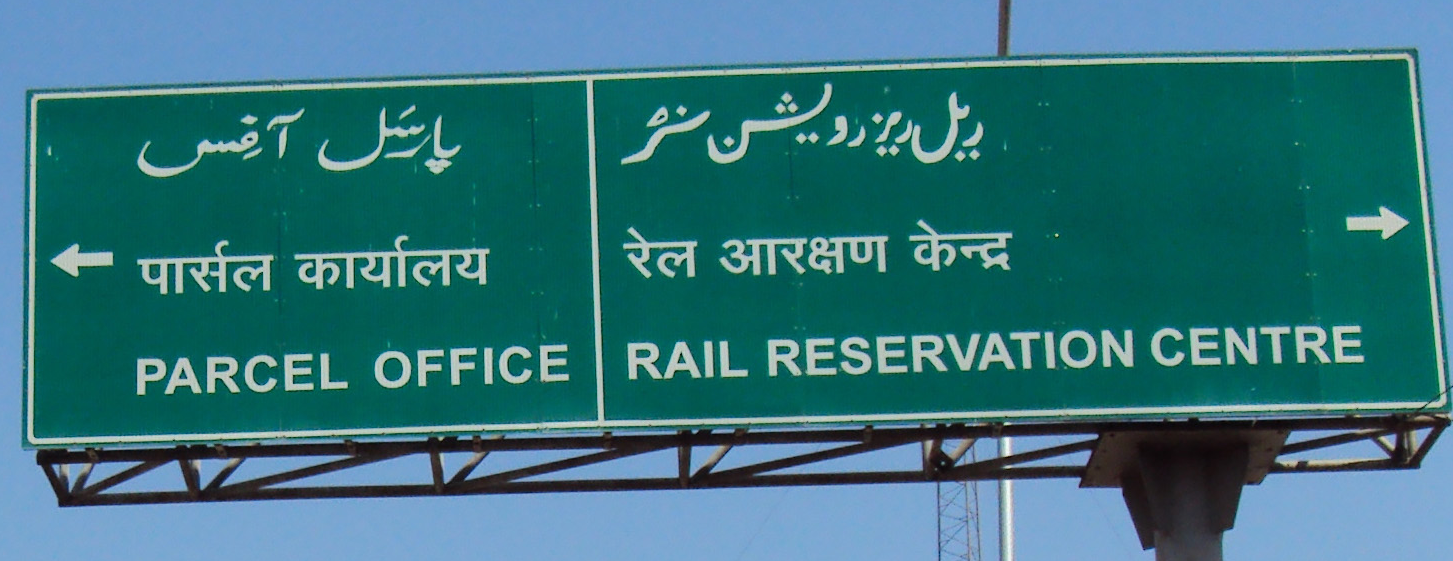
اردو و هندی روی یک تابلوی جاده‌ای در هند.

از نظر زبان‌شناسی، هندی و اردو دو گونهٔ معیار از یک زبان و نسبت به یکدیگر قابل فهم هستند. هندی به خط دیواناگری نوشته می‌شود و دارای واژگان سانسکریت بیشتری نسبت به اردو است، درحالی که اردو به خط عربی نوشته می‌شود و دارای وام‌واژه‌های فارسی و عربی بیشتری نسبت به هندی است. گرچه هر دو دارای یک هسته واژه‌ای از کلمات بومی پراکریت و سانسکریت با شمار زیادی وام‌واژهٔ فارسی و عربی هستند. به همین دلیل و همچنین این واقعیت که این دو گونه از یک دستور زبان یکسان برخوردار هستند، همه زبان‌شناسان آن‌ها را دو گونهٔ معیار از یک زبان به نام هندوستانی یا هندی-اردو می‌دانند.
هندی رایج‌ترین زبان رسمی در هند و اردو زبان ملی و میانجی پاکستان و یکی از ۲۲ زبان رسمی هند و زبان رسمی در اوتار پرادش، جامو و کشمیر و دهلی است. در نظر گرفتن هندی و اردو به عنوان زبان‌های جداگانه عمدتاً ناشی از سیاست و به دلیل رقابت هند و پاکستان است.

## گویشوران اردو بر پایه کشور
جدول زیر تعداد اردوزبانان در برخی کشورها را نشان می‌دهد.
| کشور                | جمعیت         | گویشران بومی | گویشوران زبان دوم |
| ------------------- | ------------- | ------------ | ----------------- |
| هند                 | ۱٬۲۹۶٬۸۳۴٬۰۴۲ | ۵۰٬۷۷۲٬۶۳۱   | ۱۲٬۱۵۱٬۷۱۵        |
| پاکستان             | ۲۰۷٬۸۶۲٬۵۱۸   | ۱۵٬۱۰۰٬۰۰۰   | ۱۶۴٬۰۰۰٬۰۰۰       |
| افغانستان           | ۳۴٬۹۴۰٬۸۳۷    | –            | ۱٬۰۴۸٬۲۲۵         |
| عربستان سعودی       | ۳۳٬۰۹۱٬۱۱۳    | ۷۴۰٬۰۰۰      | –                 |
| نپال                | ۲۹٬۷۱۷٬۵۸۷    | ۶۹۱٬۵۴۶      | –                 |
| بریتانیا            | ۶۵٬۱۰۵٬۲۴۶    | ۴۰۰٬۰۰۰      | –                 |
| ایالات متحده آمریکا | ۳۲۹٬۲۵۶٬۴۶۵   | ۳۹۷٬۵۰۲      | –                 |
| بنگلادش             | ۱۵۹٬۴۵۳٬۰۰۱   | ۲۵۰٬۰۰۰      | –                 |
| کانادا              | ۳۵٬۸۸۱٬۶۵۹    | ۲۴۳٬۰۹۰      | –                 |
| قطر                 | ۲٬۳۶۳٬۵۶۹     | ۱۸۰٬۰۰۰      | –                 |
| عمان                | ۴٬۶۱۳٬۲۴۱     | ۷۳٬۰۰۰       | –                 |
| ایران               | ۸۳٬۰۲۴٬۷۴۵    | ۸۹٬۰۰۰       | –                 |
| استرالیا            | ۲۵٬۷۷۹٬۸۰۰    | ۶۹٬۰۰۰       | –                 |
| بحرین               | ۱٬۴۴۲٬۶۵۹     | ۶۵٬۰۰۰       | –                 |
| نروژ                | ۵٬۳۷۲٬۱۹۱     | ۳۸٬۰۰۰       | –                 |
| ترکیه               | ۸۱٬۲۵۷٬۲۳۹    | ۲۴٬۰۰۰       | –                 |
| آلمان               | ۸۰٬۴۵۷٬۷۳۷    | ۲۳٬۰۰۰       | –                 |